# 费奥多尔·切连科夫
费奥多尔·費多羅維奇·切连科夫（俄语：Фёдор Фёдорович Черенко́в，1959年7月25日—2014年10月4日）是一名俄羅斯足球運動員，莫斯科斯巴达克傳奇球員，職業生涯大部份時間都效力該球會。

## 職業生涯
切连科夫代表蘇聯上場34次及打進12球，但從未參加過世界盃和歐洲國家盃，總是在比賽前因為各種原因而未能入選。切连科夫的職業生涯大部份時間都效力莫斯科斯巴达克，使他在1989年獲得球會忠誠獎。他過人的傳球和射門能力，使他在各項賽事取得不少進球。退役後的切连科夫在母會擔任教練。2014年10月，他被發現倒斃在屋外，享年55歲。

## 榮譽
- 苏联顶级足球联赛：1979、1987、1989
- 俄羅斯足球超級聯賽：1993
- 俄罗斯杯：1994
- 蘇聯年度最佳足球員：1983、1989
- 球會忠誠獎：1989